# Kreuzweiher (Neukirch)
Der Kreuzweiher ist ein Stillgewässer im Gebiet der baden-württembergischen Gemeinde Neukirch im Bodenseekreis in Deutschland.

## Lage
Der Weiher liegt rund zwei Kilometer südwestlich der Neukircher Ortsmitte, zwischen den Ortsteilen Wittenberg, Wildpoltsweiler und Unterlangensee, auf einer Höhe von etwa 539 m ü. NHN. Der Kreuzweiher ist Bestandteil des 1973 ausgewiesenen und 1994 erweiterten Naturschutzgebiets Kreuzweiher-Langensee.

## Geschichte
Der Kreuzweiher wurde künstlich an der Stelle eines ehemaligen natürlichen Sees angelegt. Schon 1269 wurde hier ein Weiher als Zubehör bei Alfred von Summerau angeführt.

## Hydrologie
Die Größe des Seebeckens beträgt 5,7 Hektar, die Länge etwa 450 Meter, die Breite 190 Meter. Seine maximale Tiefe liegt bei zwei Meter. Bei einer mittleren Tiefe von 1,3 Meter ergibt sich ein Seevolumen von 74.400 Kubikmetern. Das Einzugsgebiet des Kreuzweihers umfasst rund 450 Hektar; davon sind 20 Prozent Wälder und 70 Prozent für die Landwirtschaft genutzte Flächen. Die Uferlänge beträgt ungefähr 1.300 Meter.
Der Hauptzulauf des Kreuzweihers erfolgt über einen Wiesengraben vom Langensee, der Abfluss über den Bollenbach in die Argen.

## Ökologie
| Jahr                                                                  | 1993  | 1999  | 2003*  | 2004   | 2005** | 2006** | 2012   | 2017  | 2022  |
| Anorganischer Gesamt-Stickstoff (mg/l)                                | 0,50  | 0,68  | 0,52   | 1,25   | 0,60   | 0,86   |        |       |       |
| Gesamt PO4-Phosphor (µg/l)                                            | 83,00 | 83,00 | 115,00 | 86,00  | 87,00  | 86,00  | 111,00 | 61,00 | 58,00 |
| Chlorophyll a (µg/l)                                                  | 28,00 | 20,00 | 41,00  | 37,00  | 75,00  | 51,00  |        |       |       |
| Chlorophyll a-Spitze (µg/l)                                           | 70,00 | 59,00 | 115,00 | 136,00 | 122,00 | 110,00 |        |       |       |
| Sichttiefe (m)                                                        |       |       |        | 1,30   | 1,10   | 1,10   |        |       |       |
| Trophiestufe                                                          |       |       |        |        |        |        |        |       | e2    |
| * sechs Messungen, ** fünf Messungen, sonst Jahresdurchschnittswerte; |       |       |        |        |        |        |        |       |       |

| Jahr                                       | 2003  | 2004  | 2005  | 2006   |
| Anorganischer Gesamt-Stickstoff (mg/l)     | 2,19  | 2,19  | 2,59  | 2,70   |
| o-PO4-Phosphor (µg/l)                      | 33,00 | 28,00 | 27,00 | 27,00  |
| Gesamt PO4-Phosphor (µg/l)                 | 85,00 | 91,00 | 85,00 | 104,00 |
| Nitrat-Stickstoff (mg/l)                   | 2,01  | 2,06  | 2,59  | 2,70   |
| Wasserführung (l/s)                        | 60,00 | 38,00 | 47,00 | 44,00  |
| Zuläufe aus Langensee, Bernried, Hüttensee |       |       |       |        |

Mit Hilfe des Aktionsprogramms zur Sanierung Oberschwäbischer Seen wurden zwischen 1995 und 2006 Extensivierungsmaßnahmen durchgesetzt, Fördermittel stellte der Bodenseekreis zur Verfügung.

Ab 2010 ist die Gemeinde Neukirch mit dem Kreuzweiher, Langensee, Mahlweiher in Ebersberg und Jägerweiher wieder am Aktionsprogramm zur Sanierung oberschwäbischer Seen beteiligt. Ein wichtiges Ziel dieses Seenprogramms ist, Nährstoffeinträge in Bäche, Seen und Weiher zu verringern und die Gewässer dadurch in ihrem Zustand zu verbessern und zu erhalten.

## Flora und Fauna

### Flora
Die Uferzonen sind flach und mit den für Verlandungszonen typischen Pflanzen, zum Beispiel Steife Segge (Carex elata), bewachsen; außer dem Mehlprimel, Gelbe Schwertlilie, Fetthenne, Fieberklee und Sonnentau. Im Wasser wachsen unter anderem das Ährige Tausendblatt (Myriophyllum spicatum), die Weiße Seerose (Nymphaea alba), die als typische Vertreterin der Schwimmblattpflanzen gilt, die Gelbe Teichrose (Nuphar lutea) und das Flutende Laichkraut (Potamogeton nodosus).

### Fauna
Bis 2000 waren Aal, Barsch, Güster, Hecht, Karausche, Karpfen, Rotauge, Rotfeder, Schleie, Ukelei, Wels und Zander im Weiher vorhanden. Im Uferbereich brüten unter anderem Haubentaucher, Krickente, Lachmöwe, Rohrammer, Teichrohrsänger, Zwergdommel und Zwergtaucher.

## Sonstiges
Am Überlauf des Kreuzweihers, nahe Wilpoltsweiler, ist eine Bademöglichkeit mit Steg und Liegewiese geboten.
Um den Weiher herum führt, von Wittenberg kommend, die erste Etappe des Jubiläumswegs Bodenseekreis, ein 111 Kilometer langer Wanderweg, der 1998 zum 25-jährigen Bestehen des Bodenseekreises ausgeschildert wurde, von Kressbronn über Unterlangensee in die Ortsmitte Neukirchs.